# Pimelea acra
Pimelea acra är en tibastväxtart som beskrevs av Colin James Burrows och de Lange. Pimelea acra ingår i släktet Pimelea och familjen tibastväxter. Inga underarter finns listade i Catalogue of Life.